# Antoine Bournonville
Pour les articles homonymes, voir Bournonville (homonymie).
Œuvres principales
Les Meuniers provençaux (1785)
Les Pêcheurs (1789)
Antoine Bournonville est un danseur, chorégraphe et maître de ballet français né à Lyon le 20 mai 1760 et mort à Fredensborg (Danemark) le 11 janvier 1843.

## Biographie
Fils des comédiens Louis-Amable Bournonville et Jeanne Evrard, Antoine Bournonville étudie la danse avec Jean-Georges Noverre à Vienne, puis l'accompagne à Paris et à Londres avant d'être engagé en 1782 à Stockholm, comme premier danseur puis maître de ballet à la cour de Gustave III de Suède.
Quittant Stockholm en 1792, à la suite du meurtre du roi, il est invité au Ballet royal danois et s'installe à Copenhague. En 1816, il succède à Vincenzo Galeotti comme maître de ballet, poste qu'il occupera jusqu'en 1823. Ses ballets principaux sont Les Meuniers provençaux (1785) et Les Pêcheurs (1789).
Il est le père et le professeur d'Auguste Bournonville et le frère de Julie Bournonville.
Avec Louis Gallodier et Jean-Rémy Marcadet, il est l'un des principaux fondateurs du ballet en Scandinavie.